# Attacco man in the middle
Attacco man in the middle (spesso abbreviato in MITM, MIM, MIM attack o MITMA, in italiano "uomo nel mezzo", o anche detto  monster in the middle) è una terminologia impiegata nella crittografia e nella sicurezza informatica per indicare un attacco informatico in cui qualcuno segretamente ritrasmette o altera la comunicazione tra due parti che credono di comunicare direttamente tra di loro.
Ad esempio un attacco man in the middle è l'eavesdropping, in cui l'attaccante crea connessioni indipendenti con le vittime e ritrasmette i messaggi del mittente facendo credere loro che stiano comunicando direttamente tramite una connessione privata, con l'intera conversazione che è controllata invece dal malintenzionato in grado di intercettare tutti i messaggi importanti e/o iniettarne di nuovi. In molte circostanze questo è semplice, per esempio, un attaccante all'interno di un WI-FI access point non criptato, può inserire se stesso come "uomo nel mezzo". Altro tipo di attacco man in the middle è lo spoofing. 
L'attacco può funzionare solo se nessuna delle due parti è in grado di sapere che il collegamento che li unisce reciprocamente è stato effettivamente compromesso da una terza parte, cosa di cui potrebbero venire a conoscenza comunicando con un canale diverso non compromesso. La maggior parte dei protocolli di crittografia includono una qualche forma di autenticazione endpoint specificamente per prevenire attacchi MITM. Ad esempio, TLS può autenticare una o entrambe le parti utilizzando una Certificate authority reciprocamente attendibile.

## Esempio di attacco

Rappresentazione dell'attacco Man in the middle

Supponiamo che Alice voglia comunicare con Bob e che Mallory voglia spiare la conversazione e, se possibile, consegnare a Bob dei falsi messaggi. Per iniziare, Alice deve chiedere a Bob la sua chiave pubblica. Se Bob invia la sua chiave pubblica ad Alice, ma Mallory è in grado di intercettarla, può iniziare un attacco Man in the middle. Mallory può semplicemente inviare ad Alice una chiave pubblica della quale possiede la corrispondente chiave privata. Alice poi, credendo che questa sia la chiave pubblica di Bob, cifra i suoi messaggi con la chiave di Mallory ed invia i suoi messaggi cifrati a Bob. Mallory quindi li intercetta, li decifra, ne tiene una copia per sé, e li re-cifra (dopo averli alterati se lo desidera) usando la chiave pubblica che Bob aveva originariamente inviato ad Alice. Quando Bob riceverà il messaggio cifrato, crederà che questo provenga direttamente da Alice.
1. Alice invia un messaggio a Bob, il quale viene intercettato da Mallory:
Alice "Ciao Bob, sono Alice. Dammi la tua chiave." →     Mallory     Bob
2. Mallory ritrasmette il messaggio a Bob, Bob non può sapere che non si tratta realmente di Alice:
Alice     Mallory "Ciao Bob, sono Alice. Dammi la tua chiave." →     Bob
3. Bob risponde con la propria chiave:
Alice     Mallory     ← [chiave di Bob] Bob
4. Mallory sostituisce la chiave di Bob con la propria e la ritrasmette ad Alice, sostenendo sia la chiave di Bob:
Alice     ← [chiave di Mallory] Mallory     Bob
5. Alice cripta un messaggio con quella che crede essere la chiave di Bob, pensando che solo Bob potrà leggerlo:
Alice "Incontriamoci in piazza!" [criptato con la chiave di Mallory] →     Mallory     Bob
6. Ora Mallory può decriptare il messaggio, essendo stata usata la sua chiave, leggerlo, modificarlo se lo desidera, criptarlo con la chiave di Bob e infine inviarlo a Bob:
Alice     Mallory "Incontriamoci in stazione!" [criptato con la chiave di Bob] →     Bob
7. Bob crede che questo messaggio provenga da una comunicazione sicura con Alice.

Questo esempio mostra la necessità per Alice e Bob di avere un modo per garantire che essi stiano utilizzando le rispettive chiavi pubbliche, piuttosto che quella di un attaccante. Tali attacchi sono generalmente possibili contro ogni comunicazione che utilizzi la tecnologia a chiave pubblica. Fortunatamente, esiste una varietà di tecniche per difendersi contro gli attacchi MITM.

### Analisi forense di attacchi MITM
Dallo sniffing del traffico di rete, di ciò che è sospettato essere un attacco MITM, si può analizzare e determinare se è stato davvero un attacco MITM o meno. Prove importanti da analizzare durante le analisi forensi di rete di un sospetto attacco MITM TLS sono:
- L'indirizzo IP del Server.
- Il nome DNS del Server.
- Il certificato X.509 del Server, controllare se:
  - Il certificato è autofirmato?
  - Il certificato è firmato da un'autorità certificata?
  - Il certificato è stato revocato?
  - Il certificato è stato modificato di recente?
  - Gli altri Client, altrove su internet, possono ottenere lo stesso certificato?

## Difese contro l'attacco
Tutti i sistemi crittografici che siano sicuri contro attacchi MITM richiedono uno scambio o una trasmissione aggiuntiva di informazioni su un canale protetto. Infatti sono stati sviluppati molti metodi di key agreement, con diversi requisiti di sicurezza per il canale protetto.
Varie difese contro attacchi MITM utilizzano tecniche di autenticazione che includono:
- DNSSEC: estensioni DNS protette.
- Infrastrutture a chiave pubblica (PKI): Transport Layer Security è un esempio di attuazione di infrastruttura a chiave pubblica per Transmission Control Protocol. Questo è usato per prevenire attacchi MITM tramite una connessione HTTP sicura su internet. Client e Server si scambiano certificati PKI emessi e verificati da un comune ente certificato. La difesa principale in uno scenario di PKI è l'autenticazione reciproca. In questo caso Client e Server convalidano reciprocamente i loro certificati emessi da un comune ente centrale certificato. Le reti private virtuali eseguono la mutua autenticazione prima di inviare dati tramite il canale sicuro creato. Tuttavia l'autenticazione reciproca su internet, per le connessioni HTTP, sono raramente applicate.
- Certificate pinning.
- Un attestato sonoro registrato (supponendo che l'identità dell'utente possa essere riconosciuta dalla registrazione), che può essere:
  - Una comunicazione verbale di un valore condiviso per ogni sessione (come in ZRTP).
  - Una comunicazione audio/visiva dell'hash della chiave pubblica (che può essere facilmente distribuita tramite PKI)[7].
- una mutua autenticazione più forte, come chiavi segrete (che di solito sono informazioni entropiche segrete di alto livello, quindi più sicure), o le password (che di solito sono informazioni entropiche segrete di basso livello, quindi meno sicure).
- l'esame di latenza, come ad esempio lunghi calcoli di funzioni crittografiche di hash. Se i tempi di risposta sono più lunghi di quelli attesi può indicare la presenza di una terza parte.
- Un secondo canale sicuro di verifica.
- Crittografia Quantistica.
- Sono in corso i test, eseguiti dalle autorità di rilascio, per la cancellazione dei certificati compromessi sui computer attuali. I certificati compromessi vengono esportati in una sandbox area, prima della rimozione, per l'analisi.

L'integrità delle chiavi pubbliche deve generalmente essere assicurata in qualche modo, ma non deve essere un segreto. Le password e le chiavi segrete condivise hanno degli obblighi di riservatezza supplementari. Le chiavi pubbliche possono essere verificate da un'autorità di certificazione, la cui chiave pubblica viene distribuita attraverso un canale sicuro (per esempio, con un browser web o l'installazione del sistema operativo). Le chiavi pubbliche possono essere verificate da una web of trust (rete di fiducia) che distribuisce chiavi pubbliche attraverso un canale sicuro (ad esempio da incontri faccia a faccia).
Per una classificazione di protocolli che utilizzano diverse forme di chiavi e password per prevenire gli attacchi MITM si suggerisce di vedere il key-agreement protocol.

### Crittografia quantistica
I protocolli di crittografia quantistica tipicamente autenticano parte, o tutta, la loro comunicazione classica con uno schema di autenticazione sicuro incondizionato.

### Oltre la crittografia
Mentre questo esempio è focalizzato sull'attacco del MITM in un contesto crittografico, il MITM dovrebbe essere visto come un problema più generale risultante da un qualsiasi uso di intermediari che agiscono come delegati di una delle parti. A seconda dell'affidabilità degli intermediari si potrebbe instaurare un certo grado di fiducia nella riservatezza delle proprie comunicazioni.
Per esempio un notevole attacco MITM non-crittografico è stato perpetrato da un router Belkin di rete wireless nel 2003. Prendeva regolarmente il posto di più connessioni HTTP che venivano instradate attraverso di esso (questo farebbe fallire il passaggio del traffico verso la destinazione, ma riuscirebbe a rispondere come fosse il server destinatario), la risposta inviata, al posto della pagina web richiesta dall'utente, era una pagina pubblicitaria per un altro prodotto Belkin. Dopo una protesta da parte degli utenti più esperti, questa "caratteristica" è stata rimossa dalle versioni successive del firmware del router.
Oppure, nel 2013, il browser Xpress della Nokia è stato scoperto decifrare traffico HTTPS sui proxy server della Nokia stessa, dando alla società accesso a testo in chiaro del traffico cifrato dei suoi clienti. Nokia ha risposto affermando che il contenuto non è stato memorizzato in modo permanente e che la società ha adottato misure organizzative e tecniche per impedire l'accesso a informazioni private.

## Implementazioni
Note implementazioni di attacchi MITM sono le seguenti:
- DSniff: la prima implementazione pubblica di attacchi MITM contro SSL e SSH.
- Fiddler2: strumento diagnostico HTTP(S).
- NSA: impersonificazione di Google[11].
- Opendium Iceni: software di content-control, usato per ispezionare il traffico HTTPS a livello di gateway.
- Subterfuge: un framework per lanciare attacchi MITM multipli.
- Superfish malware.
- Websense Content Gateway: utilizzato per ispezionare il traffico SSL nel proxy.
- Wsniff: uno strumento per attacchi MITM basati su 802.11 HTTP/HTTPS.
- VPNFilter: un pericoloso malware IoT che infetta router e NAS, il cui stadio 3 col modulo ssler può causare il downgrade di HTTPS in HTTP